# Andrães
Andrães est une localité de la commune portugaise de Vila Real. La paroisse est mentionnée dans la charte d'Abaças en avril 1200.